# The Lighthouse
The Lighthouse és un thriller psicològic del 2019 dirigit i produït per Robert Eggers, que en va coescriure el guió amb el seu germà Max Eggers. És una coproducció internacional dels Estats Units i del Canadà i es va rodar en blanc i negre amb una relació d'aspecte 1,19:1. La protagonitzen Willem Dafoe i Robert Pattinson, que interpreten dos torrers que comencen a perdre el seny quan una tempesta s'atansa a l'illa remota on són.
Segons Eggers, encara que la història final no s'assembla gaire al fragment d'Edgar Allan Poe The Light-House, la pel·lícula va començar com un intent del seu germà Max Eggers de crear una adaptació contemporània de la història de Poe. Quan el projecte es va encallar, Eggers es va oferir de treballar amb el seu germà i el projecte va esdevenir un thriller d'època amb els elements de Poe eliminats. Dafoe i Pattinson van ser seleccionats com a protagonistes el febrer de 2018. El rodatge va començar el 9 d'abril de 2018 i va durar trenta-quatre dies al parc Leif Erikson a Cape Forchu (Nova Escòcia, Canadà) i en un hangar de l'aeroport de Yarmouth a Yarmouth (Nova Escòcia).
La pel·lícula es va presentar al 72è Festival Internacional de Cinema de Canes el 19 de maig i es va estrenar al cinema el 18 d'octubre de 2019. Va rebre nominacions a millor cinematografia als 92ns Oscars i als 73ns BAFTA.

## Argument
Després de signar una fita del terror modern com The Witch, Robert Eggers es trasllada a una remota illa de Nova Anglaterra a les acaballes del segle xix. Allà es troben dos faroners: un és jove i inexpert, i l'altre, experimentat i borratxo. Interpretats per Robert Pattinson i Willem Dafoe, tots dos s'endinsaran en una existència al·lucinatòria, filmada per Eggers en un hipnòtic blanc i negre.

## Repartiment
- Robert Pattinson com a Ephraim Winslow/Thomas Howard
- Willem Dafoe com a Thomas Wake
- Valeriia Karamän com la sirena
- Logan Hawkes com a Ephraim Winslow